# Kammerkor
Et kammerkor er et lille kor typisk bestående af 20 til 30 sangere, i bredere forstand 12 til 40, hvor der især er fokus på a capella-musik. Kammerkors repertoire består primært af klassisk og religiøs musik, som de opfører ved koncerter,[kilde mangler] men nogle moderne kammerkor synger derudover blandt andet jazz.